# Jacqueline McKenzie
Jacqueline McKenzie född 24 oktober 1967, är en australisk skådespelare känd bland annat från TV-serien 4400.

## Filmografi
- 1992 – Romper Stomper
- 1999 – Deep Blue Sea
- 2002 – Ya-Ya flickornas gudomliga hemligheter
- 2005 – 4400 (TV-serie)
- 2021 – Malignant
- 2022 – Savage River (TV-serie)
- 2024 – Force of Nature: The Dry 2